# Долгіновіча тема
Те́ма Долгіновіча — тема в шаховій композиції кооперативного жанру. Суть теми — цикл ходів однойменних чорних і білих фігур в двох рішеннях по алгоритму aBcD — dCbA, де однаковими буквами позначаються ходи однойменних фігур.

## Історія
Цю ідею запропонував російський шаховий композитор Микола Долгіновіч.
В першому рішенні задачі ходять певні чорні і білі фігури, а в другому рішенні ходять такі ж фігури, але з протилежним кольором, при чому послідовність їх ходів іде в зворотньому порядку. Алгоритм ходів такий: aBcD — dCbA, причому мала буква, наприклад а означає хід певної чорної фігури, а велика літера (велика буква) А означає хід однойменної фігури, але вже білої.
Ідея дістала назву — тема Долгіновіча.
|   | a | b | c | d | e | f | g | h |   |
| 8 | c6 чорний пішак · b4 чорний кінь · d4 білий кінь · a3 чорний король · b3 білий пішак · c3 біла тура · d2 білий король · a1 чорна тура | c6 чорний пішак · b4 чорний кінь · d4 білий кінь · a3 чорний король · b3 білий пішак · c3 біла тура · d2 білий король · a1 чорна тура | c6 чорний пішак · b4 чорний кінь · d4 білий кінь · a3 чорний король · b3 білий пішак · c3 біла тура · d2 білий король · a1 чорна тура | c6 чорний пішак · b4 чорний кінь · d4 білий кінь · a3 чорний король · b3 білий пішак · c3 біла тура · d2 білий король · a1 чорна тура | c6 чорний пішак · b4 чорний кінь · d4 білий кінь · a3 чорний король · b3 білий пішак · c3 біла тура · d2 білий король · a1 чорна тура | c6 чорний пішак · b4 чорний кінь · d4 білий кінь · a3 чорний король · b3 білий пішак · c3 біла тура · d2 білий король · a1 чорна тура | c6 чорний пішак · b4 чорний кінь · d4 білий кінь · a3 чорний король · b3 білий пішак · c3 біла тура · d2 білий король · a1 чорна тура | c6 чорний пішак · b4 чорний кінь · d4 білий кінь · a3 чорний король · b3 білий пішак · c3 біла тура · d2 білий король · a1 чорна тура | 8 |
| 7 | c6 чорний пішак · b4 чорний кінь · d4 білий кінь · a3 чорний король · b3 білий пішак · c3 біла тура · d2 білий король · a1 чорна тура | c6 чорний пішак · b4 чорний кінь · d4 білий кінь · a3 чорний король · b3 білий пішак · c3 біла тура · d2 білий король · a1 чорна тура | c6 чорний пішак · b4 чорний кінь · d4 білий кінь · a3 чорний король · b3 білий пішак · c3 біла тура · d2 білий король · a1 чорна тура | c6 чорний пішак · b4 чорний кінь · d4 білий кінь · a3 чорний король · b3 білий пішак · c3 біла тура · d2 білий король · a1 чорна тура | c6 чорний пішак · b4 чорний кінь · d4 білий кінь · a3 чорний король · b3 білий пішак · c3 біла тура · d2 білий король · a1 чорна тура | c6 чорний пішак · b4 чорний кінь · d4 білий кінь · a3 чорний король · b3 білий пішак · c3 біла тура · d2 білий король · a1 чорна тура | c6 чорний пішак · b4 чорний кінь · d4 білий кінь · a3 чорний король · b3 білий пішак · c3 біла тура · d2 білий король · a1 чорна тура | c6 чорний пішак · b4 чорний кінь · d4 білий кінь · a3 чорний король · b3 білий пішак · c3 біла тура · d2 білий король · a1 чорна тура | 7 |
| 6 | c6 чорний пішак · b4 чорний кінь · d4 білий кінь · a3 чорний король · b3 білий пішак · c3 біла тура · d2 білий король · a1 чорна тура | c6 чорний пішак · b4 чорний кінь · d4 білий кінь · a3 чорний король · b3 білий пішак · c3 біла тура · d2 білий король · a1 чорна тура | c6 чорний пішак · b4 чорний кінь · d4 білий кінь · a3 чорний король · b3 білий пішак · c3 біла тура · d2 білий король · a1 чорна тура | c6 чорний пішак · b4 чорний кінь · d4 білий кінь · a3 чорний король · b3 білий пішак · c3 біла тура · d2 білий король · a1 чорна тура | c6 чорний пішак · b4 чорний кінь · d4 білий кінь · a3 чорний король · b3 білий пішак · c3 біла тура · d2 білий король · a1 чорна тура | c6 чорний пішак · b4 чорний кінь · d4 білий кінь · a3 чорний король · b3 білий пішак · c3 біла тура · d2 білий король · a1 чорна тура | c6 чорний пішак · b4 чорний кінь · d4 білий кінь · a3 чорний король · b3 білий пішак · c3 біла тура · d2 білий король · a1 чорна тура | c6 чорний пішак · b4 чорний кінь · d4 білий кінь · a3 чорний король · b3 білий пішак · c3 біла тура · d2 білий король · a1 чорна тура | 6 |
| 5 | c6 чорний пішак · b4 чорний кінь · d4 білий кінь · a3 чорний король · b3 білий пішак · c3 біла тура · d2 білий король · a1 чорна тура | c6 чорний пішак · b4 чорний кінь · d4 білий кінь · a3 чорний король · b3 білий пішак · c3 біла тура · d2 білий король · a1 чорна тура | c6 чорний пішак · b4 чорний кінь · d4 білий кінь · a3 чорний король · b3 білий пішак · c3 біла тура · d2 білий король · a1 чорна тура | c6 чорний пішак · b4 чорний кінь · d4 білий кінь · a3 чорний король · b3 білий пішак · c3 біла тура · d2 білий король · a1 чорна тура | c6 чорний пішак · b4 чорний кінь · d4 білий кінь · a3 чорний король · b3 білий пішак · c3 біла тура · d2 білий король · a1 чорна тура | c6 чорний пішак · b4 чорний кінь · d4 білий кінь · a3 чорний король · b3 білий пішак · c3 біла тура · d2 білий король · a1 чорна тура | c6 чорний пішак · b4 чорний кінь · d4 білий кінь · a3 чорний король · b3 білий пішак · c3 біла тура · d2 білий король · a1 чорна тура | c6 чорний пішак · b4 чорний кінь · d4 білий кінь · a3 чорний король · b3 білий пішак · c3 біла тура · d2 білий король · a1 чорна тура | 5 |
| 4 | c6 чорний пішак · b4 чорний кінь · d4 білий кінь · a3 чорний король · b3 білий пішак · c3 біла тура · d2 білий король · a1 чорна тура | c6 чорний пішак · b4 чорний кінь · d4 білий кінь · a3 чорний король · b3 білий пішак · c3 біла тура · d2 білий король · a1 чорна тура | c6 чорний пішак · b4 чорний кінь · d4 білий кінь · a3 чорний король · b3 білий пішак · c3 біла тура · d2 білий король · a1 чорна тура | c6 чорний пішак · b4 чорний кінь · d4 білий кінь · a3 чорний король · b3 білий пішак · c3 біла тура · d2 білий король · a1 чорна тура | c6 чорний пішак · b4 чорний кінь · d4 білий кінь · a3 чорний король · b3 білий пішак · c3 біла тура · d2 білий король · a1 чорна тура | c6 чорний пішак · b4 чорний кінь · d4 білий кінь · a3 чорний король · b3 білий пішак · c3 біла тура · d2 білий король · a1 чорна тура | c6 чорний пішак · b4 чорний кінь · d4 білий кінь · a3 чорний король · b3 білий пішак · c3 біла тура · d2 білий король · a1 чорна тура | c6 чорний пішак · b4 чорний кінь · d4 білий кінь · a3 чорний король · b3 білий пішак · c3 біла тура · d2 білий король · a1 чорна тура | 4 |
| 3 | c6 чорний пішак · b4 чорний кінь · d4 білий кінь · a3 чорний король · b3 білий пішак · c3 біла тура · d2 білий король · a1 чорна тура | c6 чорний пішак · b4 чорний кінь · d4 білий кінь · a3 чорний король · b3 білий пішак · c3 біла тура · d2 білий король · a1 чорна тура | c6 чорний пішак · b4 чорний кінь · d4 білий кінь · a3 чорний король · b3 білий пішак · c3 біла тура · d2 білий король · a1 чорна тура | c6 чорний пішак · b4 чорний кінь · d4 білий кінь · a3 чорний король · b3 білий пішак · c3 біла тура · d2 білий король · a1 чорна тура | c6 чорний пішак · b4 чорний кінь · d4 білий кінь · a3 чорний король · b3 білий пішак · c3 біла тура · d2 білий король · a1 чорна тура | c6 чорний пішак · b4 чорний кінь · d4 білий кінь · a3 чорний король · b3 білий пішак · c3 біла тура · d2 білий король · a1 чорна тура | c6 чорний пішак · b4 чорний кінь · d4 білий кінь · a3 чорний король · b3 білий пішак · c3 біла тура · d2 білий король · a1 чорна тура | c6 чорний пішак · b4 чорний кінь · d4 білий кінь · a3 чорний король · b3 білий пішак · c3 біла тура · d2 білий король · a1 чорна тура | 3 |
| 2 | c6 чорний пішак · b4 чорний кінь · d4 білий кінь · a3 чорний король · b3 білий пішак · c3 біла тура · d2 білий король · a1 чорна тура | c6 чорний пішак · b4 чорний кінь · d4 білий кінь · a3 чорний король · b3 білий пішак · c3 біла тура · d2 білий король · a1 чорна тура | c6 чорний пішак · b4 чорний кінь · d4 білий кінь · a3 чорний король · b3 білий пішак · c3 біла тура · d2 білий король · a1 чорна тура | c6 чорний пішак · b4 чорний кінь · d4 білий кінь · a3 чорний король · b3 білий пішак · c3 біла тура · d2 білий король · a1 чорна тура | c6 чорний пішак · b4 чорний кінь · d4 білий кінь · a3 чорний король · b3 білий пішак · c3 біла тура · d2 білий король · a1 чорна тура | c6 чорний пішак · b4 чорний кінь · d4 білий кінь · a3 чорний король · b3 білий пішак · c3 біла тура · d2 білий король · a1 чорна тура | c6 чорний пішак · b4 чорний кінь · d4 білий кінь · a3 чорний король · b3 білий пішак · c3 біла тура · d2 білий король · a1 чорна тура | c6 чорний пішак · b4 чорний кінь · d4 білий кінь · a3 чорний король · b3 білий пішак · c3 біла тура · d2 білий король · a1 чорна тура | 2 |
| 1 | c6 чорний пішак · b4 чорний кінь · d4 білий кінь · a3 чорний король · b3 білий пішак · c3 біла тура · d2 білий король · a1 чорна тура | c6 чорний пішак · b4 чорний кінь · d4 білий кінь · a3 чорний король · b3 білий пішак · c3 біла тура · d2 білий король · a1 чорна тура | c6 чорний пішак · b4 чорний кінь · d4 білий кінь · a3 чорний король · b3 білий пішак · c3 біла тура · d2 білий король · a1 чорна тура | c6 чорний пішак · b4 чорний кінь · d4 білий кінь · a3 чорний король · b3 білий пішак · c3 біла тура · d2 білий король · a1 чорна тура | c6 чорний пішак · b4 чорний кінь · d4 білий кінь · a3 чорний король · b3 білий пішак · c3 біла тура · d2 білий король · a1 чорна тура | c6 чорний пішак · b4 чорний кінь · d4 білий кінь · a3 чорний король · b3 білий пішак · c3 біла тура · d2 білий король · a1 чорна тура | c6 чорний пішак · b4 чорний кінь · d4 білий кінь · a3 чорний король · b3 білий пішак · c3 біла тура · d2 білий король · a1 чорна тура | c6 чорний пішак · b4 чорний кінь · d4 білий кінь · a3 чорний король · b3 білий пішак · c3 біла тура · d2 білий король · a1 чорна тура | 1 |
|   | a | b | c | d | e | f | g | h |   |

2 Sol
1. Ta2 a Kc1 B 2. c5   c Sb5# D
1. Sa2 d b4   C 2. Kb2 b Tb3# A